# Gabriele Detti
Gabriele Detti, né le 29 août 1994 à Livourne, est un nageur italien spécialiste en nage libre.

## Biographie
Gabriele Detti est spécialiste du demi-fond et champion d'Italie du 400 mètres nage libre. Lors des Championnats d'Europe juniors 2012 à Anvers, il remporte trois titres européens en 400 mètres nage libre et lors des relais italiens (4 × 200 m nage libre et 4 × 100 m quatre nages).
En mai 2012, il découvre sa première compétition avec les séniors lors des Championnats d'Europe à Debrecen. Il termine à la 6e place lors de la finale du 400 mètres nage libre remportée par l'Allemand Paul Biedermann. Il établit le temps de 3 min 51 s 92.
Il participe aux JO de Londres sur le 1 500 mètres nage libre, où il termine 13e des séries et ne parvient pas à se hisser en finale olympique.
En novembre 2012, lors des Championnats d'Europe en petit bassin à Chartres, il termine deuxième du 400 mètres nage libre derrière Yannick Agnel mais il améliore son meilleur temps personnel avec 3 min 41 s 66.
Le 8 avril 2014, durant les championnats italiens, il bat le record européen du 800 m nage libre en 7 min 42 s 74 à Riccione. Quelques mois plus tard, il obtient deux médailles de bronze sur le 800 mètres et le 1 500 m aux Championnats d'Europe de Berlin à chaque fois derrière son compatriote Gregorio Paltrinieri et Pál Joensen.
Le 16 mai 2016, il remporte le titre de Champion d'Europe du 400 m nage libre à Londres, en 3 min 44 s 01, record des championnats.
Le 6 août 2016, il est médaillé de bronze sur 400 mètres nage libre aux  Jeux olympiques d'été de 2016, en réalisant le deuxième meilleur temps italien après celui qui avait valu une médaille olympiques à Massimiliano Rosolino, 16 ans auparavant. Il double cette médaille de bronze, dans le sillage de Gregorio Paltrinieri, son camarade d'entraînement et de chambre au village olympique, le 13 août, tout à la fin des compétitions de natation, sur 1 500 m, en battant son record personnel.

## Palmarès

### Jeux olympiques
| Discipline         | Londres 2012      | Rio 2016              |
| 400 m nage libre   | -                 | Bronze 3 min 43 s 69  |
| 1 500 m nage libre | 13e 15 min 6 s 22 | Bronze 14 min 40 s 86 |

### Championnat du monde

#### En grand bassin de 50 m
| Discipline         | Barcelone 2013     | Budapest 2017         | Gwangju 2019         |
| 400 m nage libre   | 14e 3 min 49 s 78  | Bronze 3 min 43 s 93  | Bronze 3 min 43 s 23 |
| 800 m nage libre   | 11e 7 min 56 s 15  | Or 7 min 40 s 77 (RE) | 5e 7 min 43 s 89     |
| 1 500 m nage libre | 19e 15 min 18 s 04 | 4e 14 min 42 s 07     |                      |

#### En petit bassin de 25 m
| Discipline         | Istanbul 2012      | Doha 2014         | Windsor 2016      | Hangzhou 2018        |
| 400 m nage libre   | 11e 3 min 42 s 97  | 16e 3 min 42 s 15 | 12e 3 min 42 s 58 | Bronze 3 min 37 s 54 |
| 1 500 m nage libre | 12e 14 min 49 s 29 | 5e 14 min 29 s 94 | 8e 14 min 39 s 34 | -                    |

### Championnat d'Europe

#### En grand bassin de 50 m
| Discipline           | Debrecen 2012    | Berlin 2014           | Londres 2016          |
| 400 m nage libre     | 6e 3 min 51 s 92 |                       | Or 3 min 44 s 01 (RC) |
| 800 m nage libre     |                  | Bronze 7 min 49 s 35  | Argent 7 min 43 s 52  |
| 1 500 m nage libre   |                  | Bronze 14 min 52 s 53 | Argent 14 min 48 s 75 |
| 4 x 200 m nage libre |                  |                       | Bronze 7 min 8 s 30   |

#### En petit bassin de 25 m
| Discipline         | Szczecin 2011         |
| 200 m nage libre   | 30e 1 min 47 s 51     |
| 400 m nage libre   | 16e 3 min 45 s 54     |
|                    | Chartres 2012         |
| 400 m nage libre   | Argent 3 min 41 s 66  |
|                    | Netanya 2015          |
| 400 m nage libre   | Bronze 3 min 37 s 22  |
| 1 500 m nage libre | Argent 14 min 18 s 00 |
|                    | Glasgow 2019          |
| 400 m nage libre   | Bronze 3 min 38 s 06  |